# Georg Andreas Reimer
Georg Andreas Reimer, född den 27 augusti 1776 i Greifswald, död den 26 april 1842, var en tysk bokhandlare, far till Dietrich Reimer.
Reimer övertog 1800 en förlagsfirma i Berlin, vilken han drev upp till en av Tysklands förnämsta på såväl det vittra som det vetenskapliga området. 
Till hans förlagsartiklar hörde arbeten av Hippel, W. von Humboldt, Jean Paul, Du Bois-Reymond, Haeckel, Lachmann, Mommsen, Niebuhr, Schleiermacher med flera.